# حصان تورودي
حصان تورودي (بالإنجليزية : Torodi horse) هو سلالة أحصنة نشأت في غرب النيجر، وقد أخدت ٳسمها من بلدة تورودي بمنطقة تيلابيري، وتنتمي هذه السلالة لمجموعة أحصنة غرب إفريقيا البربرية.